# Palácio da Assembleia Nacional de Angola
O Palácio da Assembleia Nacional de Angola é um palácio-capitólio que sedia a Assembleia Nacional de Angola, localizado em Luanda.

## História
A pedra fundamental da edificação foi colocada pelo Presidente da República no dia 15 de outubro de 2009 e a construção efetivamente veio a se iniciar em 17 de maio de 2010. Foi construído pelo governo de Angola no período de 2010 a 2015 quando foi inaugurado o Palácio da Assembleia Nacional de Angola para funcionar como a nova sede do poder legislativo do país, a edificação foi construída pela empresa de construção portuguesa Teixeira Duarte.
De 11 de novembro de 1975 a 10 de novembro de 2015 o legislativo angolano funcionava no Palácio dos Congressos.

## Arquitetura
A arquitetura do capitólio de Angola é uma construção num quarteirão com uma grande cúpula central envoltada pelo prédio; a construção é assim definida pela construtora Teixeira Duarte:
| “ | Construção de edifício destinado à nova Assembleia Nacional de Angola. Execução de movimento de terras, fundações diretas e indiretas, estrutura de 6 andares em concreto armado, sendo 2 subsolos, arquitetura, acabamentos, instalações especiais e paisagismo. A obra é composta por um edifício central circular com uma cúpula em estrutura metálica onde fica situada a sala do plenário e o salão nobre. Na sua envolvente situa-se um edifício de 7 andares destinados aos escritórios do Presidente da Assembleia Nacional, do conselho de administração, dos grupos parlamentares e secretariados, salas de comunicação e imprensa, salas polivalentes e restaurantes. Nos subsolos situam-se os estacionamentos e áreas técnicas. – Área de construção:65.000 m² – Escavação: 350.000 m³ – Concreto: 75.000 m³ – Aço de construção: 10.500 ton – Estrutura metálica: 360 ton. | ” |

## Galeria

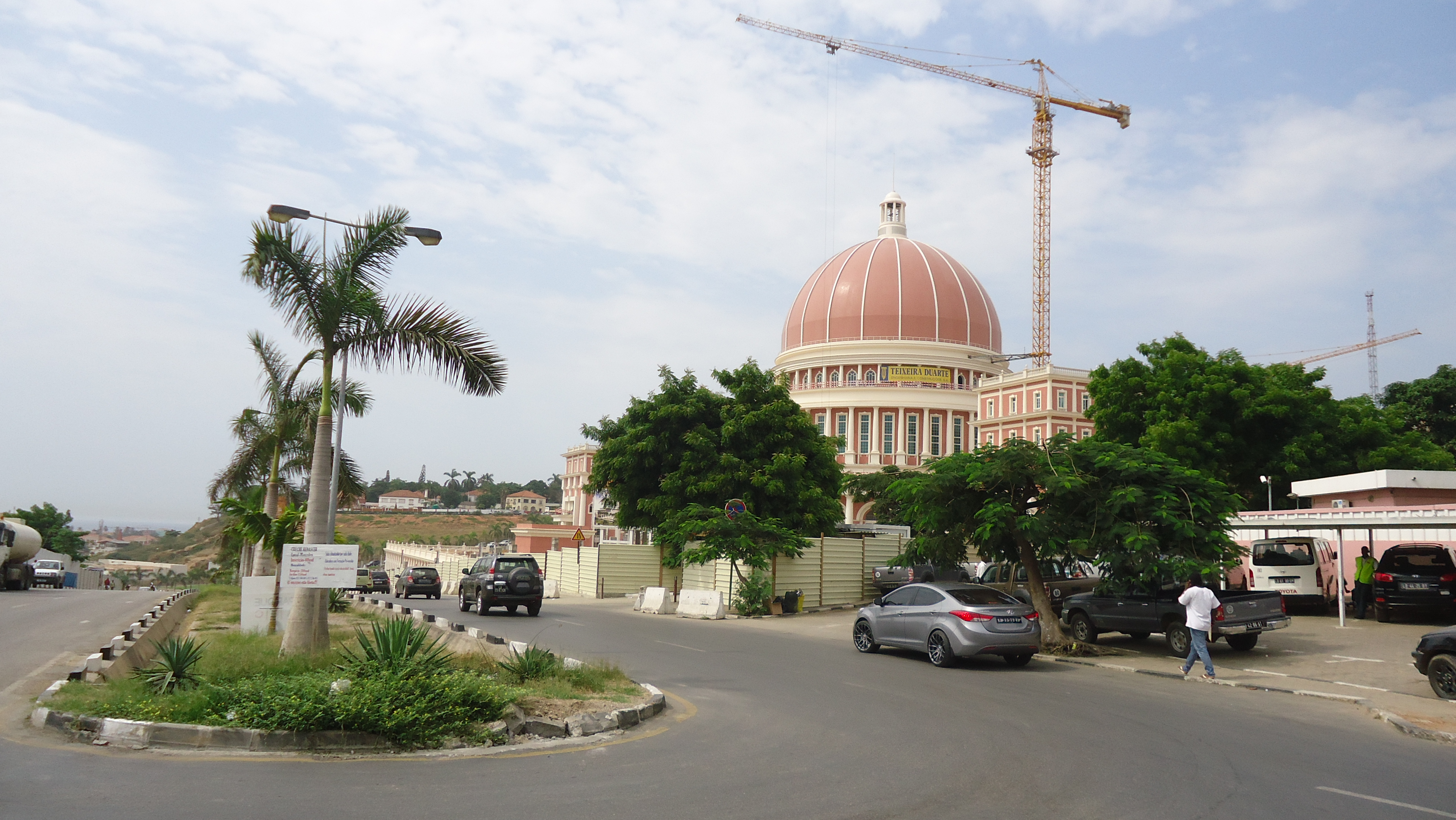
Vista externa.
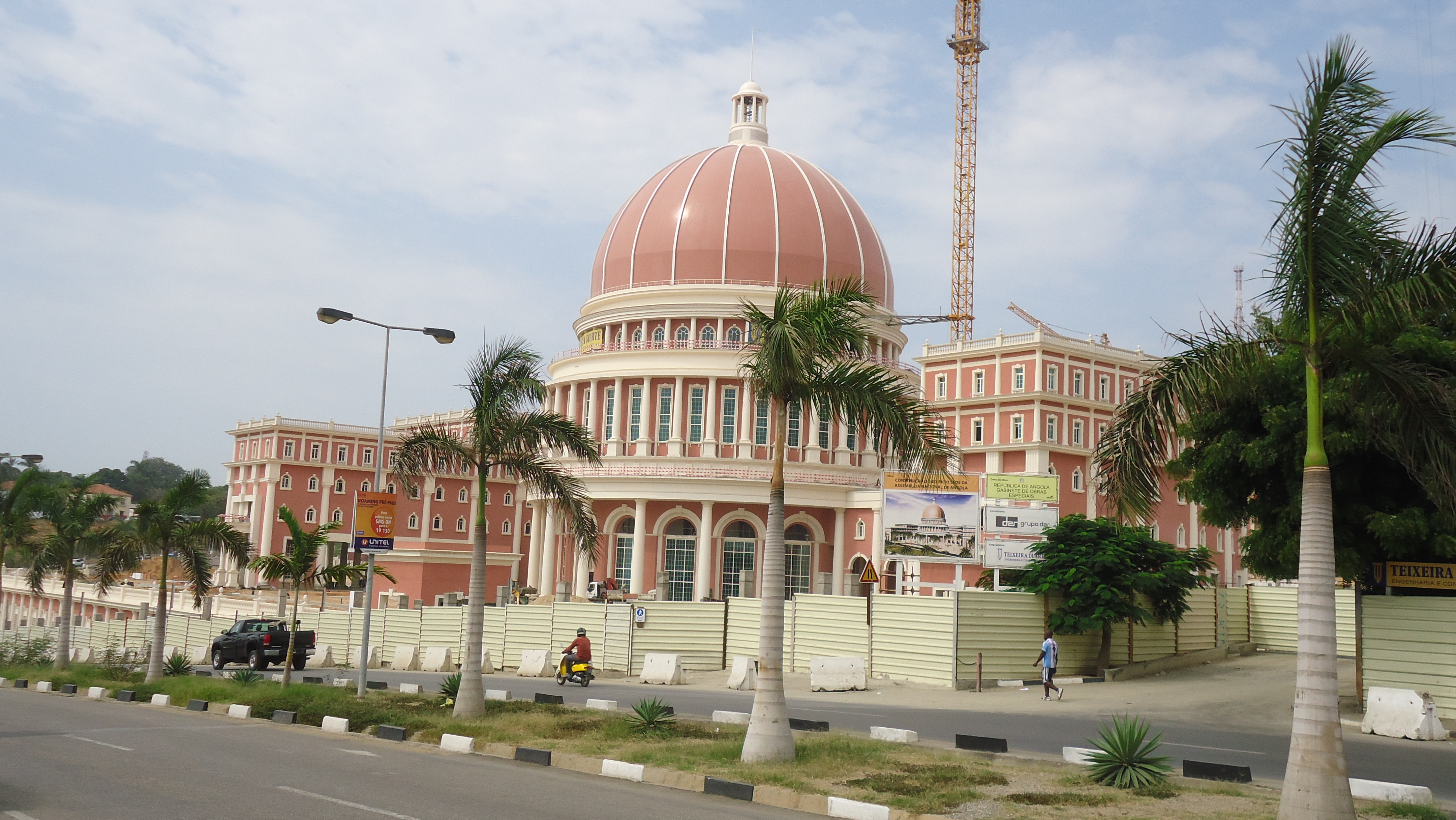
Vista lateral
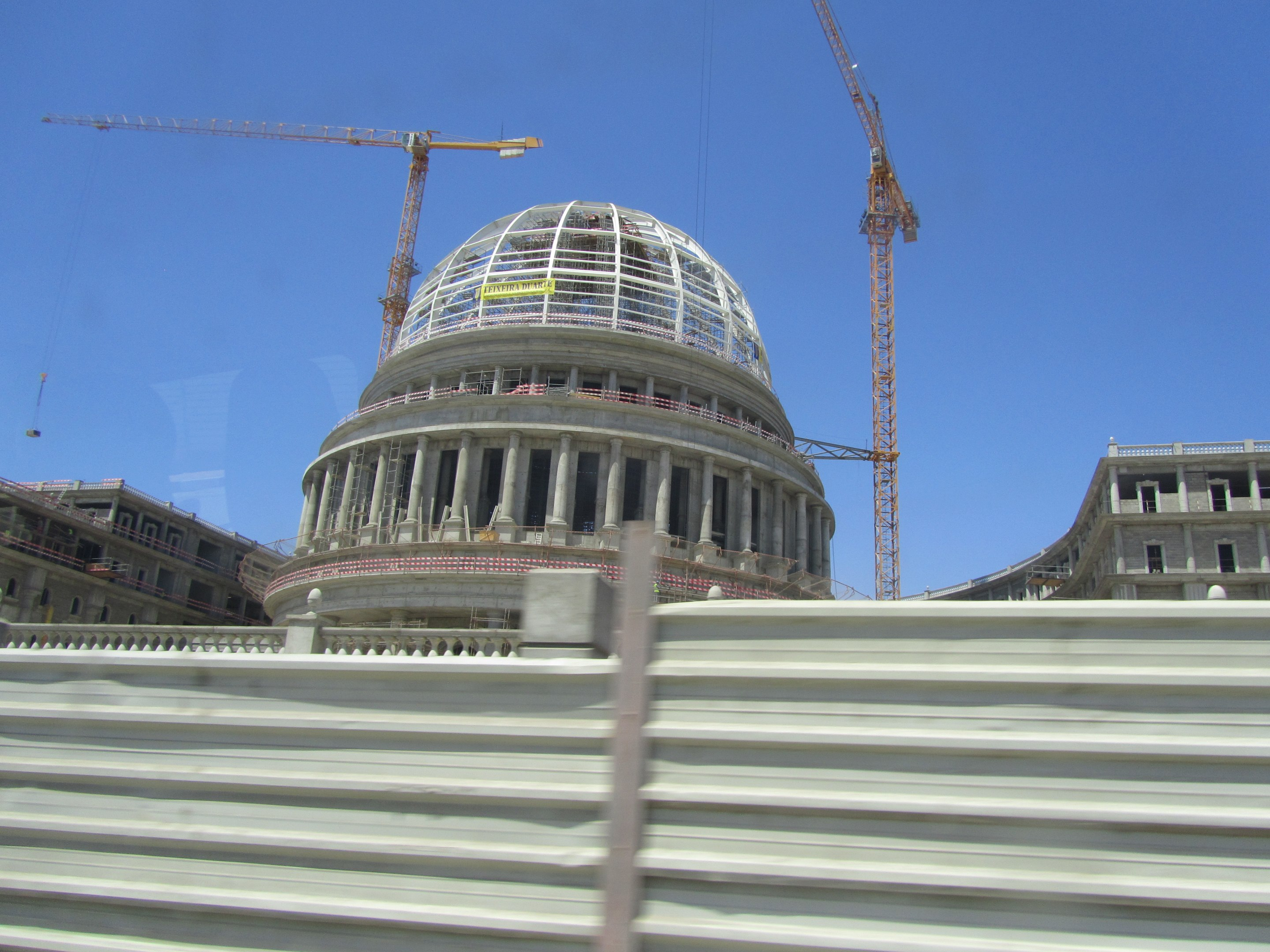
Detalhe da cúpula em construção.